# Fantôme rouge
 (janvier 2013).
Si vous disposez d'ouvrages ou d'articles de référence ou si vous connaissez des sites web de qualité traitant du thème abordé ici, merci de compléter l'article en donnant les références utiles à sa vérifiabilité et en les liant à la section « Notes et références ».
Ivan Kragoff (en russe, Иван Крагофф) alias le Fantôme rouge (« Red Ghost » en VO) est un personnage de fiction, un super-vilain évoluant dans l'Univers Marvel de la maison d'édition Marvel Comics. Créé par Stan Lee et Jack Kirby, il est apparu pour la première fois dans le comic book Fantastic Four vol.1 #13 en 1963. Il s'agit d'un des premiers adversaires historiques des Quatre Fantastiques, créé à une période où la Guerre froide était ancrée dans l'esprit des jeunes lecteurs américains.

## Biographie du personnage
Né à Leningrad, Ivan Kragoff était un scientifique soviétique voué à dépasser les États-Unis dans la conquête spatiale. Connaissant l'histoire des Fantastic Four, Ivan et son équipe de singes savants décollèrent pour un voyage lunaire, sachant qu'ils seraient exposés à une dose massive de rayons cosmiques.
Le Fantôme rouge et ses Super-singes devinrent alors les ennemis du quatuor américain, et rencontrèrent même Uatu le Gardien. Plus tard, il fut chassé du Parti communiste et il trouva refuge chez l'Homme-taupe. Le duo affronta les Vengeurs mais fut battu.
Il récupéra ses singes et s'allia alors avec le docteur Fatalis pour détruire ses premiers adversaires. Il perdit finalement ses pouvoirs.
Pour les retrouver, il entraina deux nouveaux singes, Alpha et Béta, puis forma une alliance avec la Licorne, afin de voler un intensificateur créé par Tony Stark. L'opération fut un succès et il redevint un véritable fantôme vivant. Pourtant, ses singes se retournèrent contre lui, et il fut battu.
Il s'allia ensuite avec Attuma, mais fut encore une fois vaincu, cette fois-ci par les Défenseurs.

### Expositions répétées
Kragoff fit de nouvelles expériences sur les rayons grâce à des machines, dans le but d'accroître ses pouvoirs, mais les tentatives le bloquèrent dans un état d'intangibilité permanente. Il envoya ses Super-Singes kidnapper Tony Stark, pour le forcer à construire une machine pouvant l'aider. Il affronta donc Iron Man, mais ne put se débarrasser de son état, devenant même invisible par moments.
Des mois après, Mister Fantastique partit pour l'espace, souhaitant revitaliser ses propres pouvoirs. Kragoff resta discrètement à bord de la fusée, pour baigner dans les rayons et restaurer ses pouvoirs. Les effets furent même rendus plus puissants, et il s'échappa.
Avec ses Singes, il tenta un cambriolage à l'Empire State University, mais fut stoppé par Spider-Man. Il réussit néanmoins à s'enfuir.
Il retourna en Russie, pour faire chanter le gouvernement. Menaçant de provoquer des séismes dans les grandes villes, il combattit les Super-soldats soviétiques.
Pendant les Actes de vengeance, il s'allia avec le Laser vivant, Klaw et Venom pour voler des appareils aliens au Gardien. Il affronta ensuite Quasar, puis Puissance 4.
Le Fantôme rouge perdit peu à peu son intelligence, et il dut s'associer avec ses singes géniaux pour récupérer son intellect. Ils tentèrent ensemble de bâtir un nouveau régime communiste au Niganda, petit pays voisin du Wakanda.

### Avec l'Intelligencia
On revit Kragoff travailler avec l'Intelligentsia du Leader, ce qui lui permit d'avoir accès aux travaux de ce dernier sur les radiations gamma et d'augmenter les pouvoirs de ses Super-Singes. Il fut envoyé capturer La Panthère noire au Wakanda, où dînaient le Fauve et quelques X-Men. Dans sa fuite avec le captif, Red Hulk intervint et il tua Mikhlo le gorille.

## Pouvoirs et capacités
- Grâce à une exposition répétée à des rayons cosmiques, le Fantôme rouge peut devenir intangible à volonté. En se concentrant, il peut atteindre d'autres degrés d'intangibilité, lui permettant de se transformer en brume légère, ou de conserver certaines parties de son corps solides.
- Dans cet état, il peut flotter sans toucher le sol, ou gagner de l'altitude en marchant dans l'air.
- Le Fantôme rouge peut devenir transparent et même invisible en se concentrant.
- Depuis une seconde exposition, il peut faire devenir intangible les personnes proches de lui.
- L'état d'intangibilité lui permet de se priver de nourriture ou d'oxygène pendant de longues périodes.
- Ivan Kragoff est un génie scientifique, particulièrement dans les domaines de la robotique, l'ingénierie, la physique et la radiologie. C'est d'ailleurs l'un des grands experts mondiaux.
- Adepte du dressage, il est très souvent accompagné de trois singes possédant eux aussi des pouvoirs reçus par exposition aux rayons cosmiques. Mikhlo le gorille possède une super-force, Igor le babouin est un métamorphe pouvant prendre toute forme, et Peotor l'orang-outan contrôle la gravité et le magnétisme à un niveau modéré. Tous trois possèdent une intelligence dépassant celle d'un scientifique humain de bon niveau.